# David Giammarco
David „Dan“ Giammarco (geb. vor 1985) ist ein Tontechniker, der seit Beginn seiner Karriere Mitte der 1980er Jahre an mehr als 90 Film- und Fernsehproduktionen beteiligt war. Er wurde 2008, 2012, 2020 und 2025 für den Oscar in der Kategorie Bester Ton nominiert. Außerdem erhielt er eine Auszeichnung bei den Canadian Screen Awards 2014 für die Arbeit an Chroniken der Unterwelt – City of Bones. Giammarco begann seine Karriere in Kanada und zog später nach Los Angeles.

## Filmografie

### 1980er Jahre
- 1985: Murder in Space (Fernsehfilm)
- 1985: Eine Liebe in Montreal (Joshua Then and Now)
- 1986: Die Fliege (The Fly)
- 1986: Die Chaoten-Cops (Recruits)
- 1986: Saison für Seitensprünge (Separate Vacations)
- 1987: Die Unbarmherzigen (Nowhere to Hide)
- 1987: Gate – Die Unterirdischen (The Gate)
- 1988: Die Unzertrennlichen (Dead Ringers)
- 1988: Shades of Love: Tangerine Taxi (Fernsehfilm)
- 1988: Eine Frau steht ihren Mann (Switching Channels)
- 1988: Higher Education – Erziehung Nebensache (Higher Education)
- 1989: Welcome Home – Ein Toter kehrt zurück (Welcome Home)
- 1989: Die Traumtänzer (Breaking In)

### 1990er Jahre
- 1990: Dick Tracy
- 1991: Das Gesetz der Macht (Class Action)
- 1991: Boyz n the Hood – Jungs im Viertel (Boyz n the Hood)
- 1993: Touchdown – Sein Ziel ist der Sieg (Rudy)
- 1993: Dave
- 1993: Und täglich grüßt das Murmeltier (Groundhog Day)
- 1995: Alarmstufe – Rot 2 (Under Siege 2: Dark Territory)
- 1995: French Kiss
- 1996: Rendezvous mit einem Engel (The Preacher’s Wife)
- 1996: Dunston – Allein im Hotel (Dunston Checks In)
- 1997: Besser geht’s nicht (As Good as It Gets)
- 1997: Lolita
- 1997: Beaver ist los! (Leave It to Beaver)
- 1998: Ein Zwilling kommt selten allein (The Parent Trap)
- 1998: The Big Hit
- 1998: Der amerikanische Neffe (The Nephew)
- 1999: Molly

### 2000er Jahre
- 2000: Was Frauen wollen (What Women Want)
- 2000: Meine Braut, ihr Vater und ich (Meet the Parents)
- 2000: Mission: Impossible II
- 2000: Die WonderBoys (Wonder Boys)
- 2000: Tiefe der Sehnsucht (Passion of Mind)
- 2001: America’s Sweethearts
- 2002: Die göttlichen Geheimnisse der Ya-Ya-Schwestern (Divine Secrets of the Ya-Ya Sisterhood)
- 2002: The New Guy
- 2003: Liebe mit Risiko – Gigli (Gigli)
- 2003: Popstar auf Umwegen (The Lizzie McGuire Movie)
- 2004: Die Tiefseetaucher (The Life Aquatic with Steve Zissou)
- 2005: In den Schuhen meiner Schwester (In Her Shoes)
- 2005: Verliebt in eine Hexe (Bewitched)
- 2005: Rize (Dokumentarfilm)
- 2006: Nachts im Museum (Night at the Museum)
- 2006: Amazing Grace
- 2006: Der letzte Kuss (The Last Kiss)
- 2006: Es lebe Hollywood (For Your Consideration)
- 2006: Nacho Libre
- 2006: The Unit – Eine Frage der Ehre (The Unit, Fernsehserie)
- 2006: Neue Liebe, neues Glück (Something New)
- 2007: Alvin und die Chipmunks – Der Kinofilm (Alvin and the Chipmunks)
- 2007: Mama’s Boy
- 2007: Wintersonnenwende – Die Jagd nach den sechs Zeichen des Lichts (The Seeker: The Dark Is Rising)
- 2007: Todeszug nach Yuma (3:10 to Yuma)
- 2007: Mimzy – Meine Freundin aus der Zukunft (The Last Mimzy)
- 2008: The Spirit
- 2008: Ananas Express (Pineapple Express)
- 2008: Akte X – Jenseits der Wahrheit (The X-Files: I Want to Believe)
- 2008: Mensch, Dave! (Meet Dave)
- 2008: Love Vegas (What Happens in Vegas)
- 2008: Jumper
- 2009: Wenn Liebe so einfach wäre (It’s Complicated)
- 2009: Michael Jackson’s This Is It (Dokumentarfilm)
- 2009: Verrückt nach Steve (All About Steve)
- 2009: Die Entführung der U-Bahn Pelham 123 (The Taking of Pelham 123)
- 2009: Nachts im Museum 2 (Night at the Museum: Battle of the Smithsonian)
- 2009: X-Men Origins: Wolverine
- 2009: Star Trek

### 2010er Jahre
- 2010: Woher weißt du, dass es Liebe ist (How Do You Know)
- 2010: Knight and Day
- 2010: Robin Hood
- 2010: Zahnfee auf Bewährung (Tooth Fairy)
- 2011: Free Hugs (Kurzfilm)
- 2011: When You Find Me (Kurzfilm)
- 2011: Kaylien (Kurzfilm)
- 2011: In Time – Deine Zeit läuft ab (In Time)
- 2011: A Proper Send-Off (Kurzfilm)
- 2011: Die Kunst zu gewinnen – Moneyball (Moneyball)
- 2011: The Help
- 2011: World Invasion: Battle Los Angeles (Battle: Los Angeles)
- 2012: Total Recall
- 2012: The Amazing Spider-Man
- 2012: Denk wie ein Mann (Think like a Man)
- 2013: Out of the Blue (Kurzfilm)
- 2013: Chroniken der Unterwelt – City of Bones (The Mortal Instruments: City of Bones)
- 2013: After Earth
- 2013: The Big Wedding
- 2013: Seelen (The Host)
- 2014: The Interview
- 2014: A Boy’s Life (Kurzfilm)
- 2014: Denk wie ein Mann 2 (Think Like a Man Too)
- 2014: The Amazing Spider-Man 2: Rise of Electro (The Amazing Spider-Man 2)
- 2014: About Last Night
- 2015: The Vatican Tapes
- 2015: Aloha – Die Chance auf Glück (Aloha)
- 2016: Dependent's Day
- 2016: Der lange Weg (All the Way)
- 2016: Inferno
- 2016: Regeln spielen keine Rolle (Rules Don't Apply)
- 2016: A Cure for Wellness
- 2017: Logan – The Wolverine (Logan)
- 2017: Der Dunkle Turm (The Dark Tower)
- 2017: Flatliners
- 2018: Love, Simon
- 2018: Trial by Fire
- 2018: The Hate U Give
- 2018: Predator – Upgrade (The Predator)
- 2019: Polar
- 2019: Le Mans 66 – Gegen jede Chance (Ford v Ferrari)
- 2019: American Skin

### 2020er Jahre
- 2020: Bad Hair
- 2020: Ruf der Wildnis (The Call of the Wild)
- 2020: Eurovision Song Contest: The Story of Fire Saga
- 2020: The Empty Man
- 2020: The Prom
- 2020: The New Mutants
- 2021: Vacation Friends
- 2021: American Night
- 2021: The Last Duel
- 2022: Moonage Daydream
- 2022: On the Come Up
- 2022: Darby and the Dead
- 2022: Whitney Houston: I Wanna Dance with Somebody
- 2023: Indiana Jones und das Rad des Schicksals (Indiana Jones and the Dial of Destiny)
- 2023: Sound of Freedom
- 2023: Silent Night – Stumme Rache (Silent Night)
- 2023: Vacation Friends 2
- 2024: Nosferatu – Der Untote (Nosferatu)
- 2024: Like A Complete Unknown (A Complete Unknown)

## Auszeichnungen (Auswahl)
- 2008: Oscar-Nominierung in der Kategorie Bester Ton für Todeszug nach Yuma (zusammen mit Paul Massey und Jim Stuebe)[2]
- 2012: Oscar-Nominierung in der Kategorie Bester Ton für Die Kunst zu gewinnen – Moneyball (zusammen mit Deb Adair, Ron Bochar und Ed Novick)[3]
- 2020: Oscar-Nominierung in der Kategorie Bester Ton für Le Mans 66 – Gegen jede Chance (zusammen mit Paul Massey und Steven A. Morrow)
- 2025: Oscar-Nominierung in der Kategorie Bester Ton für Like A Complete Unknown (zusammen mit Ted Caplan, Tod A. Maitland, Paul Massey, Donald Sylvester)